# Martin Kobler

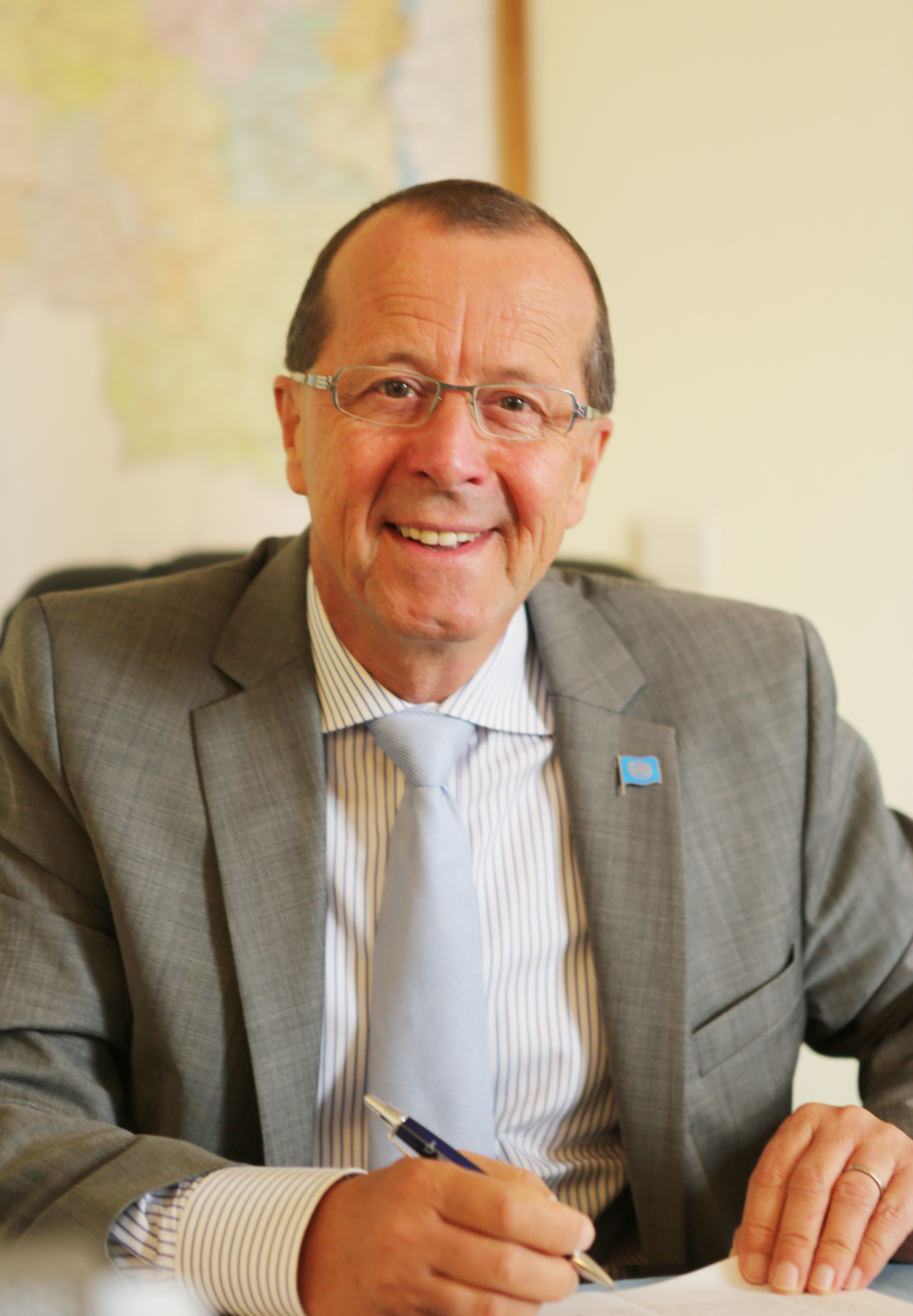
Martin Kobler (2013)

Martin Kobler (* 1953 in Stuttgart) ist ein ehemaliger deutscher Diplomat. Er war zuletzt deutscher Botschafter in Pakistan. Von 2015 bis 2017 war er UN-Sondergesandter in Libyen.

## Leben
Nach dem Abitur am Hochrhein-Gymnasium Waldshut 1972 und der Ableistung des Wehrdienstes studierte er Rechtswissenschaften an der Universität Bonn, asiatische Philologie sowie indonesisches Staats- und Seerecht an einer indonesischen Universität in Bandung, bevor er 1983 in den Auswärtigen Dienst eintrat.

## Laufbahn
Nach Auslandsstationen an den Botschaften in Kairo und Neu-Delhi sowie einer Verwendung im Auswärtigen Amt war er 1994 bis 1997 Leiter des Vertretungsbüros der Bundesrepublik Deutschland in Jericho. Von 1998 bis 2000 war er stellvertretender Leiter und von 2000 bis 2003 Leiter des Büros des Bundesaußenministers Joschka Fischer. Von August 2003 bis August 2006 war er Nachfolger von Paul von Maltzahn als Botschafter der Bundesrepublik Deutschland in Ägypten. Umstritten war die gleichzeitige Entsendung seiner Ehefrau Brita Wagener (bis dahin Referatsleiterin in der Abteilung für Globale Fragen, Vereinte Nationen, Menschenrechte und Humanitäre Hilfe des Auswärtigen Amtes) als Gesandte und damit als Vertreterin ihres Ehemannes an die Deutsche Botschaft in Ägypten. Von August 2006 bis September 2007 war Kobler Botschafter der Bundesrepublik Deutschland im Irak. Von Oktober 2007 bis Anfang 2010 war Kobler als Ministerialdirektor der Leiter der Abteilung für Kultur und Kommunikation im Auswärtigen Amt. Im März 2010 folgte er Peter W. Galbraith als Stellvertreter des Leiters für die UN-Mission in Afghanistan (UNAMA).
Als UN-Sonderbeauftragter für den Irak und Leiter der Unterstützungsmission der Vereinten Nationen im Irak war es von August 2011 bis Mai 2013 Koblers Aufgabe, die verschiedenen Aktivitäten der Unterorganisationen der Vereinten Nationen zu koordinieren. Im Juni 2013 wurde Kobler zum Leiter der UN-Friedensmission im Ostkongo berufen. Von November 2015 bis August 2017 leitete Kobler als UN-Sondergesandter in Libyen und Nachfolger des Spaniers Bernardino León die UN-Unterstützungsmission in Libyen. Ein nach Angaben aus Diplomatenkreisen auf Kobler geplanter Anschlag, den ein Bruder des Manchester-Attentäters Anfang 2017 in Libyen verüben wollte, konnte vereitelt werden. Von August 2017 bis März 2019 war Kobler Botschafter der Bundesrepublik Deutschland in Pakistan.